# Adolf Adam (Informatiker)
Adolf Franz Adam (* 9. Februar 1918 in Pürgg, Steiermark; † 7. August 2004 in Linz) war ein österreichischer Statistiker und Informatiker. Er war ein Pionier der EDV und gilt als Erneuerer der amtlichen Statistik in Österreich.

## Leben
Adolf Adam wurde am 9. Februar 1918 als Sohn von Adolf Adam (* 9. März 1873 in Pürgg; † 14. Dezember 1959 ebenda), Kaufmann und Gasthofbesitzer in Pürgg, und dessen Ehefrau Antonia (geborene Gruber; * 3. April 1880 in St. Michael ob Leoben; † 18. März 1961 in Pürgg) in Pürgg geboren und am folgenden Tag auf den Namen Adolf Franz getauft. Seine Eltern hatten am 4. Juli 1912 geheiratet. Am 5. Juli 1928 wurde der damals Zehnjährige in Admont gefirmt.
Nach Volksschule in Pürgg und Hauptschule in Graz und Bad Goisern besuchte Adam eine zweijährige Handelsschule in Salzburg. Von 1934 bis 1938 absolvierte er die Höhere Abteilung für Elektronik der Bundesgewerbeschule Graz-Gösting, die er mit Matura abschloss. Im Jahr 1939 begann er ein Studium der Technischen Physik und der Versicherungsmathematik an der Technischen Hochschule Wien. Der Zweite Weltkrieg unterbrach seine Ausbildung, von 1940 bis 1945 war er zum Kriegsdienst eingezogen. Er diente als Unteroffizier im Abnahmedienst für Schwachstromtechnik. Am 26. Juli 1944 heiratete er standesamtlich in Hollabrunn und am Folgetag kirchlich in der Pfarrkirche Pürgg.
Nach dem Krieg nahm er sein Studium wieder auf. Als Studienfach wählte er Angewandte Mathematik an der Technischen Hochschule Graz. Dieses Studienfach wurde allerdings 1946 aufgelassen. Er wechselte für zwei Jahre an die Montanistische Hochschule Leoben, wo er Markscheidewesen und Bergbau studierte. 1947 ging er nach Wien, wo er wissenschaftliche Hilfskraft am Institut für Statistik der Universität Wien bei Wilhelm Winkler wurde. Er studierte Mathematische Statistik und wurde am 7. Juli 1954 an der Universität Wien bei Edmund Hlawka über „Diskrete Verteilungen“ zum Dr. phil. promoviert.
Neben seiner Anstellung an der Universität war er als Konsulent tätig. Er erwarb den einzigartigen Gewerbeschein als „Rechenmeister“. Als Industriekonsulent kam er mit programmgesteuerten Rechenanlagen in Berührung.
1959 wurde er Universitätsassistent am Institut für Statistik der Universität Wien. Die Lehrbefugnis für das Gesamtgebiet der Statistik wurde ihm 1960 verliehen, 1962 wurde er dort Professor. 1963 erhielt er ein Alexander von Humboldt-Stipendium der Universität zu Köln und war dort im Sommersemester Gastprofessor für Betriebsstatistik. Ein Jahr später, 1964, wurde er zum Universitätsprofessor an der Universität Wien berufen. Bereits im folgenden Jahr wurde er an die Universität Köln berufen und leitete als Ordinarius ab 1964 dort das damals größte Institut für Statistik im deutschsprachigen Raum mit 15 Mitarbeitern und etwa 800 bis 1000 Studenten.
1966 wurde er an die gerade gegründete Hochschule für Sozial- und Wirtschaftswissenschaften (heute: Johannes Kepler Universität Linz) nach Linz berufen. Er war Vorstand des Instituts für Statistik und Datenverarbeitung. Adam erwirkte die Einrichtung einer vollakademischen Studienrichtung der Statistik. Daneben half er beim Aufbau der Technisch-Naturwissenschaftlichen Fakultät. Er erstellte das Linzer Informationswissenschaftliche Programm (LIP) und ebnete damit den Weg zur Etablierung der Informatik als anerkannte Studienrichtung. Bereits im Wintersemester 1967/68 wurden die ersten Vorlesungen im Rahmen des LIP abgehalten, noch abseits des offiziellen Universitätsbetriebs. Er gilt auch als Wegbereiter und Förderer der Etablierung der Wirtschaftsinformatik an der Universität Linz.
Von 1967 bis 1968 war er Rektor der Universität. Er war Mitgründer der Technisch-Naturwissenschaftlichen Fakultät im Jahr 1968 und deren Gründungsdekan. 1971 erfolgte die staatliche Genehmigung der Studienrichtung Informatik. Auf sein Betreiben erfolgte 1971 auch die Umbenennung der damaligen Hochschule für Sozial- und Wirtschaftswissenschaften nach dem vormals in Linz tätigen Astronomen Johannes Kepler in Johannes Kepler Universität. 1972 konnte Adam seine Lehrbefugnis auf Angewandte Informatik und Bildungsökonomie ausweiten. Zuletzt war er ordentlicher Professor für Angewandte Systemforschung und integrale Forschungsstatistik.
Im Jahr 1988 wurde Adolf Adam emeritiert.
Am 7. August 2004 starb Adam 86-jährig in Linz.

## Adolf-Adam-Informatikpreis
Der nach Adolf Adam benannte Studentenpreis wurde vom Fachbereich Informatik der Johannes Kepler Universität Linz 2011 erstmals vergeben. Die Jury wurde von Schülerinnen und Schülern Adams gebildet.

## Auszeichnungen
- 1983: Großes Silbernes Ehrenzeichen für Verdienste um die Republik Österreich[8]
- 1998: Ehrenzeichen des Landes Oberösterreich